# Huanca Sancos (tỉnh)
Tỉnh Huanca Sancos (tiếng Tây Ban Nha: Provincia de Huanca Sancos) là một tỉnh thuộc vùng Ayacucho của Peru. Tỉnh Huanca Sancos có diện tích 2862 km², dân số thời điểm theo điều tra dân số ngày 11 tháng 7 năm 1993 là 10213 người. Tỉnh lỵ đóng ở Huanca Sancos.